# Uvigerininae
Uvigerininae es una subfamilia de foraminíferos bentónicos de la Familia Uvigerinidae, de la Superfamilia Buliminoidea, Su rango cronoestratigráfico abarca desde el Ypresiense (Eoceno inferior) hasta la Actualidad.

## Discusión
Clasificaciones previas incluían Uvigerininae en el Suborden Rotaliina y/o Orden Rotaliida.

## Clasificación
Uvigerininae incluye al siguiente género:
- Atwillina †
- Ciperozea †
- Euuvigerina
- Hofkeruva †
- Miniuva †
- Neouvigerina
- Norcottia †
- Ruatoria †
- Siphouvigerina
- Uvigerina
- Uvigerinella †

Otros géneros considerados en Uvigerininae son:
- Aluvigerina, considerado nomen nudum
- Beckina, aceptado como Hofkeruva
- Estorffina, aceptado como Ciperozea
- Laimingina, aceptado como Hofkeruva
- Laminiuva, considerado subgénero de Hofkeruva, Hofkeruva (Laminiuva), y aceptado como Hofkeruva
- Noniuva, aceptado como Uvigerina
- Restis, considerado subgénero de Uvigerinella, Uvigerinella (Restis)
- Tereuva, considerado subgénero de Hofkeruva, Hofkeruva (Tereuva), de estatus incierto
- Tiptonina, aceptado como Atwillina
- Trigonouva, considerado subgénero de Hofkeruva, Hofkeruva (Trigonouva), y aceptado como Hofkeruva
- Uhligina, considerado subgénero de Uvigerina, Uvigerina (Uhligina)
- Uvigerinoides, aceptado como Uvigerina